# Real Illusions Reflection
Real Illusions Reflection är ett album av Steve Vai, utgivet i februari 2005. Det var då hans första studioalbum sedan The Ultra Zone från 1999.

## Låtlista
Samtliga låtar skrivna av Steve Vai.
1. "Building the Church" - 4:58
2. "Dying For Your Love" - 4:50
3. "Glorious" - 4:35
4. "K'm-Pee-Du-We" - 4:00
5. "Firewall" - 4:19
6. "Freak Show Excess" - 6:51
7. "Lotus Feet" - 6:45
8. "Yai Yai" - 2:37
9. "Midway Creatures" - 3:42
10. "I'm Your Secrets" - 4:26
11. "Under It All" - 8:07